# Hylesia colombiana
Hylesia colombiana är en fjärilsart som beskrevs av Paul Dognin 1922. Hylesia colombiana ingår i släktet Hylesia och familjen påfågelsspinnare. Inga underarter finns listade i Catalogue of Life.